# Rip (État)
Pour les articles homonymes, voir Rip.

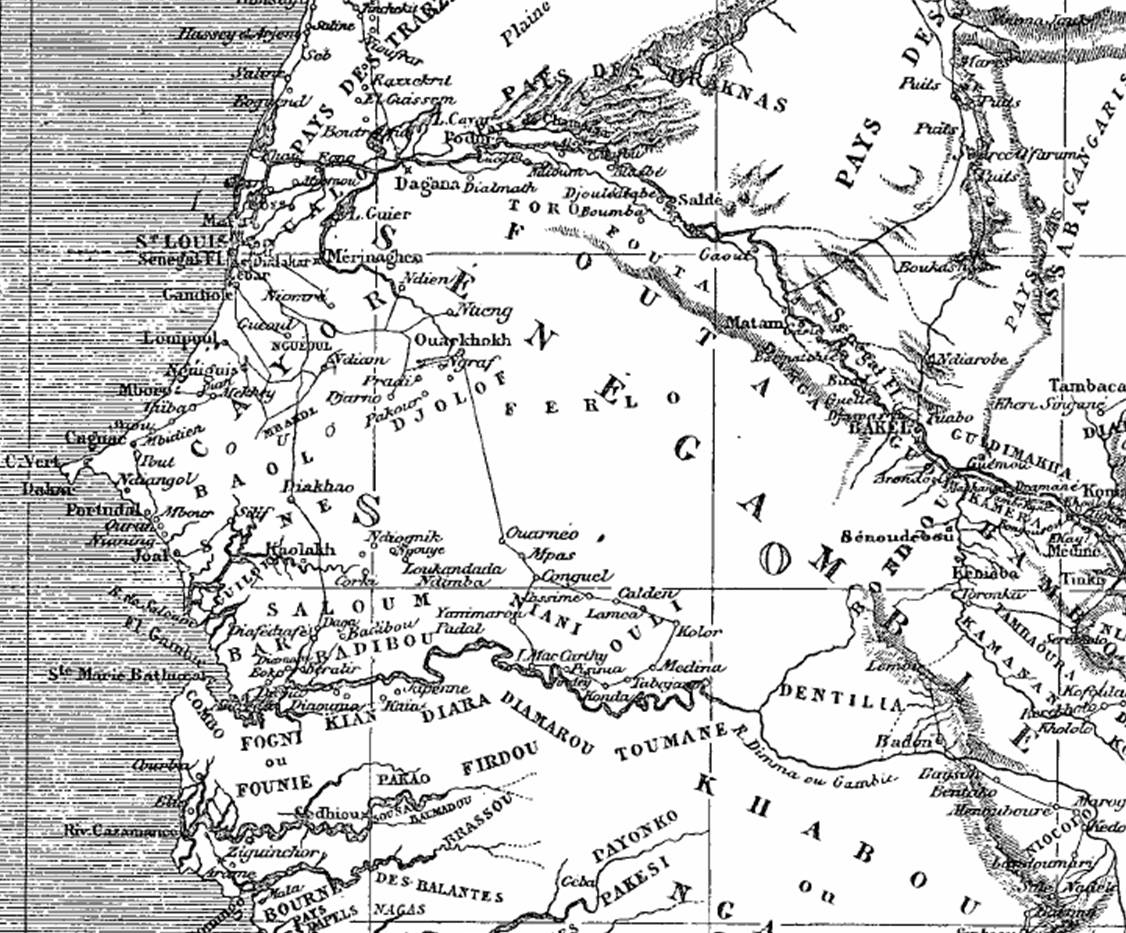
Localisation du Badibou (Rip) sur une carte de 1860.

Le Rip est un ancien petit État d'Afrique de l'Ouest, situé entre le royaume du Saloum et la rive droite du fleuve Gambie. Dans le Sénégal actuel, ce toponyme désigne la zone autour de Nioro du Rip, dans la région de Kaolack.

## Histoire
Le territoire a d'abord été connu sous le nom de Badibou.
C'était le royaume du marabout Maba Diakhou Bâ (1809-1867) qui opposa une farouche résistance et hostilité tant aux royaumes animistes qu'à la pénétration coloniale française.